# متسلسلة قؤوبة
المتسلسلة القؤوبة (بالإنجليزية: Streptomyces hygroscopicus)‏ هي نوع بكتيري ضمن جنس المتسلسلة، وُصفت للمرة الأولى عام 1931 بواسطة هانز لوريتس جنسن.

## الكيمياء الحيوية
يُمكن استخدام المزارع المُختلفة لسلالات المتسلسلة القؤوبة لإنتاج عدد من المركبات الكيميائية أو الإنزيمات.

### جزئيات صغيرة

#### كابتات المناعة
السيروليموس (يُعرف باسم راباميسين) هو كابت مناعي عُزلَ من المتسلسلة القؤوبة من عينة تربة من جزيرة القيامة. قد يُستخدم الأسكوميسين في علاج أمراض المناعة الذاتية ويُمكن أن يُساعد في منع الرفض بعد نقل الأعضاء.

#### المضادات الحيوية
يُمكن إيجاد المضادات الحيوية جيلداناميسين وهيغروميسين ب ونيغريسين وفاليداميسين وسيكلوثياوميسين في مزارع المتسلسلة القؤوبة.

#### أدوية السرطان التجريبية
يُمكن إيجاد الإندولوكاربازول.

#### مضادات الديدان والمبيدات الحشرية
ميلبيمايسين وميلبيمايسين أوكسيم يمكن إيجادها في مزارع المتسلسلة القؤوبة.

#### مبيد الأعشاب
تُنتج المتسلسلة القؤوبة مبيد الأعشاب الطبيعي بيالافوس.

### إنزيمات
يُمكن عزل إنزيم كيناز هيغروميسين ب وغيره من مزارع المتسلسلة القؤوبة.